# Príncipe Motoyoshi

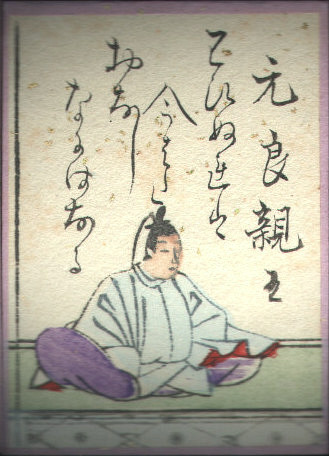
Príncipe Motoyoshi, en el Hyakunin Isshu.

El Príncipe Motoyoshi (元良親王 Motoyoshi-shinnō?,  890 - 26 de julio de 943) fue un príncipe de la Familia Imperial Japonesa y poeta que vivió a mediados de la era Heian. 
Fue el primer hijo del Emperador Yōzei, pero nació después de que su padre abdicara forzosamente, su madre fue la hija de Fujiwara no Tōnaga, y su hermano (de parte de su madre) fue el Príncipe Motohira. Sus esposas fueron la Princesa Imperial Shūshi, hija del Emperador Daigo; la Princesa Imperial Kaishi, hija del Emperador Uda; y una hija del jefe del Jingikan perteneciente al clan Fujiwara.
En 929, durante la celebración de los 40 años de su esposa la Princesa Imperial Shūshi, pidió a Ki no Tsurayuki a que le compusiera un poema. En 936 aportó financieramente para la construcción del pilar central de la pagoda del templo Daigo-ji.
Es mencionado en el Yamato Monogatari y en el Konjaku Monogatarishū como una persona refinada con algo de sensualidad. También en las historias relatan que tuvo una relación amorosa con Fujiwara no Hōshi, consorte del retirado Emperador Uda.
Alrededor de 20 poemas waka fueron incluidos en la antología imperial Gosen Wakashū, al igual hizo una compilación personal de poemas en el Motoyoshi Shinnō-shū (元良親王集?).